# Trần Nam Sơn
Trần Nam Sơn (sinh ngày 3 tháng 12 năm 1968 tại Việt Nam) là một doanh nhân và chính trị gia quần đảo Solomon.
Ông sinh ra ở Việt Nam, sau đó ông chuyển đến sống tại Quốc đảo Vanuatu, kế đến là Quần đảo Solomon, nơi ông kết hôn và trở thành công dân nhập tịch.
Ông từng làm công việc kế toán một thời gian trước khi trở thành một doanh nhân tiếng tăm, chủ sở hữu của Honiara Casino, "sòng bạc lớn nhất" ở Solomon.
Sự nghiệp chính trị của ông bắt đầu khi ông được bầu vào Quốc hội Solomon, làm Nghị sĩ ở khu vực West Honiara, một khu vực bầu cử ở thủ đô Honiara trong cuộc tổng tuyển cử tháng 8 năm 2010. He was elected as an independent, being a member of no political party. Ông được bầu như là một chính khách độc lập, là một thành viên không đảng phái. Tháng sau, ông được bầu làm Phó Chủ tịch Quốc hội, làm Phó Chủ tịch cho Chủ tịch Sir Allan Kemakeza. Ông đã từ chức phó chủ tịch vào đầu tháng 12 năm 2011.